# Shurugwi
Shurugwi este un oraș din Zimbabwe. Fundat în 1899, orașul situat în zona Marelui Dyke se bucură de abundența bogățiilor subsolului: aici sunt exploatate minereuri de crom, aur și nichel.